# Miha Naglič
Miha Naglič, slovenski esejist in filozof, * 24. april 1952, Stara vas, Žiri.

## Življenje in delo
Rojen je bil v Stari vasi (danes Žiri), obiskoval je Osnovno šolo v  Žireh nato poljansko gimnazijo v Ljubljani. Diplomiral je leta 1978 na Filozofski fakulteti v Ljubljani na oddelku za filozofijo in sociologijo. Med letoma 1983 in 1985 je bil na študijskem izpopolnjevanju v Parizu na École des hautes études en sciences sociales.
Deluje kot samostojni ustvarjalec na področju kulture. Piše eseje, spremne besede in članke za Gorenjski glas, v njem ima tudi stalno rubriko Mihovanja; pisal je za Sobotno prilogo Dela. Urejal je Žirovski občasnik (31 zvezkov in 13 knjig v zbirki Knjižnica ŽO, mdr. 1998 prvi krajevni biografski leksikon v Sloveniji Kdo je kdo na Žirovskem, nekoč in danes). Od 1995 je predsednik Muzejskega društva Žiri.
Leta 2022 je prejel medaljo za zasluge Republike Slovenije.